# Casa Westcott
Westcott House  é uma casa tombada pelo patrimônio histórico dos Estados Unidos localizada em Springfield, Ohio. Foi construída em 1908 pelo arquiteto Frank Lloyd Wright para Burton J. Westcott. É a única obra de Wright, projetada no período da Prairie School, existente neste estado dos Estados Unidos. Foi designada como marco histórico americano, em inglês, National Historic Landmark, no dia 24 de julho de 1974.
Em 1903, como parte de uma fusão, Burton J. Westcott veio a Springfield, Ohio como Tesoureiro da American semeador Companhia. Ele vai manter a posição durante 21 anos.
Em 1916, Burton trouxe o Westcott Motor Car Company para Springfield, Ohio a partir de Richmond, Indiana. Ele foi presidente da empresa até 1925. Wright desenhou um desanexadas garagem, que incluiu um desenho para uma grande mesa giratória, semelhante ao de uma ferrovia estaleiro, porque os carros em que o tempo não tem uma marcha atrás, um carro em uma garagem tinha conduzido a ser revertido manualmente. A garagem também incluiu 2 cavalariça e estava ligado à casa principal por uma pergola.
A esposa de Burton, Orpha (Leffler), esteve perto de Dayton, Ohio. O Westcott teve dois filhos: Joana, nascido em Richmond, Indiana, em 1895, e John, nascido em Springfield, Ohio em 1903. Orpha L. Westcott foi considerado um dos Springfield, Ohio é mais proeminente e progressiva das mulheres, e é creditado com o que sugere a seleção de Frank Lloyd Wright como o arquitecto para a sua nova casa.
Em 1918, a Westcott's construíram a única adição à sua casa, um alpendre verão no segundo andar e uma sala a seguir, em consonância com o desenho original da arquitectura de estilo Prairie Frank Lloyd Wright. Em 1920, Jennie já não vivem na Westcott House; ela casou com Richard Rodgers de Springfield, Ohio. O seu casamento foi realizado na casa. Os demais moradores da casa prestou serviços à Westcott's, houve um cozinheiro chamado Nora e uma empregada doméstica chamada Margaret, ambos originalmente meia idade e da Irlanda.
Década de 1920 mostrou-se descontente Westcott anos para a família. Orpha faleceu subitamente em Abril de 1923 na sequência de um pequeno procedimento cirúrgico na Filadélfia. Ao mesmo tempo Burton da empresa estava falhando. Ele demitiu como tesoureiro da American Colher Machine Company, a fim de investir mais tempo para a falta Westcott Motor Car Company. Tentativas para salvar o doente carro empresa tinha esgotado a sua capacidade de financiamento, sem nenhuma outra opção Burton esgotado. O grave estresse em sua vida tomou a sua portagem sobre a sua saúde, em 1926 a 57 anos de idade, morreu em sua casa em East High Street, enquanto sob os cuidados de sua irmã a partir de Richmond, Indiana. Funeral de serviços foram realizadas na residência Westcott, ele foi enterrado em Richmond, Indiana. Burton J. Westcott era um verdadeiro líder, o homem renascentista, inovador, e um pioneiro da indústria do século 20.
Após a morte de Burton, em 1926, o Westcott House foi vendido ao Roscoe Pierce. Ele viveu na casa até sua morte em 1941. Eva Linton comprou a casa em 1944. Ela posteriormente sub-divididas em 5 a casa principal apartamentos. Linton também teve o estábulos remodelado, adicionando uma cozinha e banheiro, e convertido na garagem em seu local de residência. Ao longo dos próximos 37 anos, a casa caiu em um estado de abandono e declínio. Eva Linton morreu em 1980, e sua herança foi passada para sua sobrinha Dorothy Jane Snyder. Dorothy herdou a propriedade em 1981 e é mantida até 1988, quando ela vendeu-a para seu filho Ken Snyder e sua esposa Sherri.
Em 1991, Ken morreu inesperadamente em um acidente de carro. Sherri lutado para gerir e manter a casa até que ela vendeu a casa em 2000. O Frank Lloyd Wright Building Conservancy adquiriu o descomponedores Westcott Casa de Dona Snyder através da utilização de seus Lewis-Haines empréstimo rotativo programa, e como parte do acordo pré compra da casa foi vendida posteriormente em 11 maio, 2001 para o recém-formado sem fins lucrativos 'O Westcott House Foundation'.
A Fundação Casa Westcott foi organizado pelo grupo dedicado de Springfield preservationists e benfeitores, reforçadas com um multi-ano $ 3,5 milhões a partir do local Turner Foundation, que comprou a casa da "Conservancy" e comprometeram-se a restaurar a todos, mas perdeu-histórico residência. A fundação envolvida Chambers, Murphy & Burge Restauração Arquitetos de Akron, Ohio, para avaliar o estado da casa e da propriedade, elaborar um relatório histórico Estruturas e para levar a restauração projecto. A cerca de 5 anos, $ 5,8 milhões, a restauração do Westcott Câmara foi concluída em 2005, e foi governado por metas e objectivos definidos pela Câmara Westcott e da Fundação Frank Lloyd Wright Building Conservancy. Mais de quatrocentos arquitectos, engenheiros, artesãos e voluntários contribuíram para o esforço. O Westcott House aberta ao público em 15 out., 2005.
Hoje, a restaurada Casa Westcott é novamente um exemplo único de Wright da concepção arquitectónica, um tesouro arquitectónico nacional, e um inovador centro de actividade. O Westcott Casa museu abriu oficialmente ao público 15 de outubro de 2005. O Westcott House Fundação patrocina uma série palestra, uma série de programas educacionais para estudantes, adultos e educadores, apresenta design, arte imersiva / eventos multi-mídia, design oficinas e atividades sociais. A fundação se empenha em promover uma maior compreensão de Frank Lloyd Wright arquitectura, nomeadamente sobre o conceito de Wright da arquitetura orgânica, desenho processo pensar, programação e design de apoio à educação. Visitas guiadas são oferecidas através quartas domingos.